# Trustul de Construcții Industriale
Trustul de Construcții Industriale (TCI) a fost o companie de construcții din Cluj, deținută de Statul Român.
După anul 1989, compania a fost împărțită în fostele antreprize.
Trustul a fost divizat în Antrepriza de Construcții Industriale, actuala Antrepriză de Construcții și Instalații (ACI) Cluj, cea mai puternică firmă din județ (societatea provine din Grupul de Șantiere - antrepriza de construcții din cadrul TCI), ACI Zalău, ACI Oradea, ACI Satu-Mare și ACI Alba-Iulia, Acsa Câmpia Turzii, AMI, care în prezent funcționează sub denumirea Trustul de Instalații Montaj (TIM), precum și TCI (care a rămas cu o parte din baza de producție din Someșeni și sediul din Mărăști).